# Helvella acetabulum
Helvella acetabulum es una especie de hongo de la familia Helvellaceae, orden Pezizales. Este hongo relativamente grande con forma de copa se caracteriza por un cuerpo fructífero de color canela con prominentes costillas ramificadas que se asemejan a una hoja de col; por esta razón se conoce comúnmente como Helvella hoja de col. Otros nombres coloquiales incluyen la copa de vinagre y la copa de elfo acostillada de color marrón. Los cuerpos fructíferos alcanzan unas dimensiones de 8 centímetros (3 in) por 4 cm (1+1⁄2 in) de alto. Se encuentra en Eurasia y Norteamérica, donde crece en suelos arenosos, bajo coníferas y árboles de hoja caduca.

## Taxonomía
El hongo fue nombrado por primera vez como Peziza acetabulum por Carl Linnaeus en su Species Plantarum de 1753. El micólogo francés Lucien Quélet le dio su nombre actual en 1874, después de haberlo colocado en varios segregados de Peziza: Joachim Christian Timm la situó en Octospora (1788), Samuel Frederick Gray en Macroscyphus (1821) y Leopold Fuckel en Acetabula (1870). La tendencia continuó, con Claude Casimir Gillet colocándola en Aleuria en 1879, y Otto Kuntze en su nueva Paxina (de la que más tarde sería designada especie tipo) en 1891.
Descrita independientemente como Peziza sulcata por Persoon en 1801, fue colocada bajo ese nombre tanto en Paxina como en Acetabula, junto a su precursora, ya que ambos taxones se consideraban todavía separados en aquella época. Finalmente, Frederic Clements renombró Acetabula como Phleboscyphus en 1903 y reutilizó indebidamente el nombre de Fuckel como basónimo de su Phleboscyphus vulgaris.
El epíteto específico acetabulum significa «pequeña taza de vinagre», y era la palabra latina para designar un pequeño recipiente utilizado para almacenar vinagre (véase acetabulum). Los nombres comunes incluyen la «Helvella de hoja de col», la «copa de vinagre», la «copa de tallo acanalado», y la «copa de elfo acanalada marrón».

## Descripción

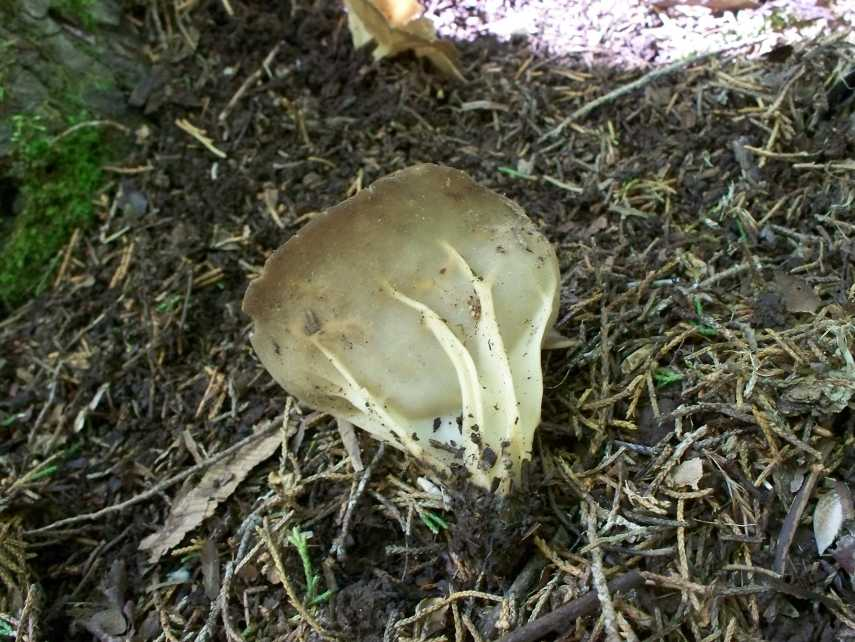
Las nervaduras prominentes en la superficie exterior son características

Helvella acetabulum tiene un cuerpo frutal en forma de copa profunda (técnicamente un apotecio) que mide hasta 8 centímetros (3 pulgadas) de diámetro y 4 cm (1+1⁄2 pulgadas) de profundidad. El tallo de color crema suele medir de 1 a 6 cm (1⁄2 a 2+1⁄2 pulgadas) de alto por 1 a 3 cm (1⁄2 a 1+1⁄4 pulgadas) de grosor, con costillas que se extienden casi hasta la parte superior del cuerpo frutal.  La superficie exterior del cuerpo del fruto es de color crema hacia el tallo y puede sentirse sutilmente granulada cerca del margen. La superficie interior que contiene las esporas, el himenio, es de color parduzco y posiblemente lisa o ligeramente ondulada. El olor y el sabor de la seta no son característicos.
Las esporas son lisas, elípticas, translúcidas (hialinas) y contienen una única gotita central de aceite; tienen unas dimensiones de 18-20 por 12-14 μm. Las células que contienen las esporas, los ascos, miden 350-400 por 15-20 μm, son operculadas, lo que significa que tienen una «tapa» apical que libera las esporas. Las puntas de los ascos son inamiloides, por lo que no adsorben yodo cuando se tiñen con el reactivo de Melzer. Las paráfisis tienen forma de garrote y son de color marrón pálido, con puntas de hasta 10 μm de grosor.

### Especies similares
Helvella queletii tiene una forma y apariencia similar, pero la nervadura en esa especie no se extiende hasta el margen como lo hace H. acetabulum. H. griseoalba tiene nervaduras que se extienden hasta la mitad de los lados del cuerpo de la fruta, pero el color de la copa es de gris pálido a oscuro en lugar de crema. Las costillas de H. solitaria y Dissingia leucomelaena apenas tocan el sombrero. H. costifera produce cuerpos fructíferos similares pero tiene un himenio grisáceo a marrón grisáceo; al igual que H. acetabulum, tiene costillas que se extienden hasta la mayor parte del exterior del cuerpo fructífero. A veces hay formas intermedias entre las dos especies, por lo que son difíciles de distinguir. H. robusta también es similar a H. acetabulum, pero tiene un himenio de color más claro, un tallo robusto y el margen del cuerpo del fruto a menudo se dobla sobre el tallo en la madurez. En cambio, H. acetabulum nunca tiene el borde del cuerpo del fruto doblado sobre el tallo, y el tallo es «indistinto o prominente, pero nunca robusto». Otras especies similares son H. leucomelaena y Gyromitra perlata.

## Distribución y hábitat
Este hongo está ampliamente distribuido en América del Norte y Europa. En América del Norte, la distribución se extiende hacia el norte hasta Alberta, Canadá. En México, se ha recolectado en el Estado de México, Guanajuato, Guerrero y Tlaxcala. También se encuentra en Israel, Jordania, Turquía, Irán  China (Xinjiang) y Japón.
Los cuerpos fructíferos crecen solitarios, dispersos o agrupados en el suelo, tanto en bosques de coníferas como caducifolios, normalmente en primavera y verano. En las poblaciones californianas se ha observado una preferencia por crecer en asociación con el roble costero (Quercus agrifolia).

## Toxicidad potencial
Aunque la comestibilidad de los cuerpos fructíferos se cataloga a menudo como «desconocida», no se recomienda el consumo de este hongo, ya que especies similares de la familia Helvellaceae contienen niveles variables de monometilhidrazina (MMH). Aunque la MMH puede eliminarse hirviéndola en una zona bien ventilada, no se aconseja el consumo de ninguna seta que produzca MMH (como ocurre con G. esculenta). Roger Phillips cataloga la especie como venenosa.